# Євдоксій Гурмузакі
Євдоксій Гурмузакі (нар. 29 вересня 1812 в селі Чорнівка, тепер Новоселицького району Чернівецької області — † 10 лютого 1874 в місті Чернівці) — історик, політик, Крайовий голова Буковини, журналіст, викладач Чернівецького університету, засновник газети «Буковина», засновник румунського товариства «Жуніміа».

## Біографія
Євдоксій Гурмузакі народився 29 вересня 1812 року в селі Чорнівка, тепер Новоселицького району Чернівецької області.
Барон, брат баронів Гурмузакі: Алеку (Олександра) і Георге (Георгія); всі походили з грецької родини, що переселилася в Молдавію наприкінці XVI століття з острова Хіос та об'єдналася з вельможними молдавськими родинами.

Гурмузакі мали в Чорнівці маєток, володіли 80 га орної землі і великими фруктовими садами.

Після закінчення німецької гімназії в Чернівцях з 1831 по 1835 рік навчався на факультеті права Віденського університету.

Брав активну участь у Відні в подіях революції 1848 року.

Пізніше повернувся на Буковину, де відіграв велику роль у русі за отримання політичних, національних і культурних прав буковинських румунів у складі Австро-Угорської імперії.

Разом із братами Георгієм і Олександром, які 16 жовтня 1848 року стали засновниками «Партії патріотів», почав видавати газету «Bucovina» («Буковина», проіснувала до 1852 року). Газета друкувалася румунською і німецькою мовами про румунську політику, релігію та культуру. Головними дописувачами, крім Євдоксія Гурмузакі, був Арон Пумнул. Як стверджує відомий буковинський дослідник-краєзнавець Іван Снігур: «у своїх дослідженнях та публіцистиці Є. Гурмузакі однобічно висвітлював буковинське питання та виражав відверту ворожість до всього українського, заклав основи шовіністичної історіографії багатьох румунських істориків щодо Буковини, з його легкої руки Буковину почали називати Верхньою Молдавією».

Барони Гурмузакі, на відміну від української інтелігенції Буковини, у своїх працях виявили глибокі знання, широкий погляд на світ та політичний розум, спрямовуючи талант та зусилля на користь румунського народу. Хоч за чисельністю українців на Буковині на той час було удвічі більше, вони не мали таких лідерів, а тому і політичного впливу.

З приходом до влади в Австрії Франца Йосифа Гурмузакі зі своїми однодумцями німцями звернулися вдруге до австрійського парламенту з клопотаннями відокремити Буковину від Галичини і надати їй статусу самостійності під короною Австрії.

Є. Гурмузакі редагував «Петиції Буковини», що були адресовані імператору і надруковані 3 грудня 1848 року в газеті «Буковина».

З 1848 року (цей рік в Австрії вважають весною народів) історіографія і етнографія Буковини набуває іншого значення та інших історичних форм.

Діяльність Є. Гурмузакі почала бути тісно пов'язаною зі збором старовинних документів. Високоосвічений, знавець понад восьми мов, з часів студентства почав збирати в австрійських архівах документи, які становлять велику цінність для історії румунів.

Виступав консультантом закордонних архівів.

Колекція, що носить його ім'я, містить майже 6000 документів. Після смерті Гурмузакі колекція була подарована Румунській Академії Наук, яка створила комісію з метою її видання. Об'єднавши колекцію з доробком румунських істориків та копіїстів, було видано 45 томів, що містять 30782 документів за період 1199–1951 роки.

Паралельно зі збором документів Є. Гурмузакі працював над підготовкою видання про всебічну історію румунів, яку не встиг закінчити.

В 1862 році обраний крайовим маршалком (краєвим Головою) і перебував на цій посаді до кінця життя, з перервою в один рік і кілька місяців (16 серпня 1870 — 15 грудня 1871).

Помер 10 лютого 1874 року в м. Чернівці.
На прохання Чернівецького обласного благодійного фонду «Дім Румунської Мови» виконком Чернівецької міської ради в 2012 році ухвалив рішення про встановлення меморіальної дошки на фасаді будинку на вул. Головній, 15, «де проживали доброчинці ІІ половини ХІХ століття брати Гурмузакі, які зробили значний внесок у становлення румунської культури та духовності буковинського краю».

Церемонію відкриття пам'ятного знаку було приурочено до 200-літнього ювілею від дня народження Євдоксія Гурмузакі.